# لي غيفين
لي غيفين هو لاعب هوكي جليد كندي، ولد في 1 أبريل 1967 في تشاتام كينت في كندا.

## وصلات خارجية
- لي غيفين على موقع دوري الهوكي الوطني (الإنجليزية)
- لي غيفين على موقع قاعة مشاهير الهوكي (لاعب أن.إتش.أل) (الإنجليزية)
- لي غيفين على موقع EliteProspects.com (الإنجليزية)
- لي غيفين على موقع HockeyDB.com (الإنجليزية)
- لي غيفين على موقع Hockey-Reference.com (الإنجليزية)